# 고흥봉
고흥봉(高興鳳 1894-1954(사망연도 확인요망)는 대한민국의 장로교목사이다. 함경남도에서 출생하고 7세에 입고, 24세 때 전도사로 평북지역에서 목사하였고 1934년 평양장로회 신학교를 졸업했다. 그 후 목사로 강계 도지동교회, 만주 팔면통교회 등에서 목회하다가 신사참배 문제로 사임하고 이기선목사의 지도를 받으며 반참운동을 전개했다. 이로 인해 투옥, 해방과 함께 출옥한한 후에 월남한 교역자들을 중심으로 재건교회 운동을 이어가다가 1951년 신학생을 이끌고 고려신학교로 이탈하였다. 서울 용산구에 있는 남산교회를 찰립하였다. 1957년 9월 17일 부산남교회당에서 개최된 고신 제7회 총회에 출옥성도 출신인 경기노회 고흥봉 목사는 “예배당 쟁탈전은 비성경적이므로 중지시켜 달라”고 청원했다. 많은 토론이후 투표한 결과 법정 대립이 부덕하다는 점을 인정하면서도 72대 3표로 “예배당 쟁탈전은 비성경적이므로 중지시켜 달라”는 청원을 거부한 것이다. 이렇게 되자 경기노회는 총회와의 행정 보류를 선언했고, 결국 고신교회를 떠났다.

## 같이 보기
- 전칠홍